# ابنر مارس
ابنر مارس (اسپانیایی: Abner Mares‎؛ زادهٔ ۲۸ نوامبر ۱۹۸۵) بوکسور اهل مکزیک است.